# Peñasco, New Mexico
Peñasco, New Mexico (енгл. Peñasco) насељено је место без административног статуса у америчкој савезној држави Њу Мексико.

## Демографија
По попису из 2010. године број становника је 589, што је 17 (3,0%) становника више него 2000. године.
| Група             | 2000.       | 2010.       |
| Белци             | 34 (5,9%)   | 49 (8,3%)   |
| Афроамериканци    | 4 (0,7%)    | 2 (0,3%)    |
| Азијати           | 0 (0,0%)    | 0 (0,0%)    |
| Хиспаноамериканци | 522 (91,3%) | 533 (90,5%) |
| Укупно            | 572         | 589         |